# Mary Lefkowitz
Mary R. Lefkowitz (30 de abril de 1935) es profesora emérita de estudios clásicos en el Wellesley College de Massachusetts, EE. UU.
Obtuvo el B.A. en el Wellesley College en 1957, y recibió el Ph.D. en Filología Clásica en el Radcliffe College de la Universidad de Harvard) en 1961.
Ha publicado sobre diversos temas entre ellos la mitología, las mujeres en la antigüedad, Píndaro, y la ficción en la biografía antigua. Atrajo la atención de una audiencia más vasta por su crítica a las afirmaciones del Afrocentrismo en relación con la antigua cultura griega.
En Black Athena Revisited (1996), editada conjuntamente con su colega de Wellesley, Guy MacLean Rogers, las ideas de Martin Bernal se someten a un minucioso escrutinio por parte de los expertos en la materia.
Está casada con Sir Hugh Lloyd-Jones, exprofesor de griego en la Universidad de Oxford.
En 2006 recibió la National Humanities Medal.

## Críticas
Uno de sus principales críticos es Molefi Asante que afirmó "El propósito de la profesora Lefkowitz es defender la indefendible idea de una Grecia milagrosa y así apoyar el mito de la supremacía blanca en el mundo antiguo." Race in Antiquity. Sin embargo, la mayoría de sus críticos se abstienen de señalar errores de hecho en su obra y limitan sus críticas a los ataques ad hominem.

## Obras
- The Victory Ode : An Introduction (1976)
- Heroines and Hysterics (1981)
- The Lives of the Greek Poets (1981)
- Women's Life in Greece and Rome (1982) editora con Maureen Fant
- Women in Greek Myth (1986)
- First-person Fictions : Pindar's Poetic "I" (1991)
- Not Out of Africa: How Afrocentrism Became an Excuse to Teach Myth As History (1996)
- Black Athena Revisited (1996) editora con Guy Maclean Rogers
- Greek Gods, Human Lives: What We Can Learn From Myths (2003)